# District de Nacala-a-Velha
Le district de Nacala-a-Velha est une subdivision administrative de la province de Nampula au nord du Mozambique.
Son chef-lieu est Nacala-a-Velha.